# Бавыкин, Николай
Никола́й Бавы́кин (Бовы́кин) (кон. XVII— 1-я пол. XVIII) — русский композитор партесного стиля.

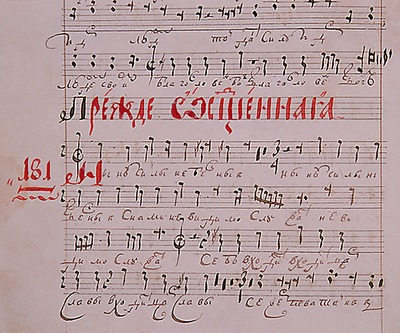
Н. Бавыкин. «Служба Преждеосвященная». Партия 2-го тенора

Точные биографические данные о датах жизни, месте проживания и основных этапах творчества Бавыкина отсутствуют.
Единственное известное сочинение Бавыкина — 12-голосная «Служба преждеосвященная», состоящая из 2 песнопений: «Ныне силы небесныя» и «Вкусите и видите» (причастен). «Служба» зафиксирована в 2 рукописях, которые являются, по-видимому, списками с более старого оригинала:
- ГИМ. Син. певч. № 90 (1774)
- ГИМ. Епарх. певч. № 1 (наиболее ранняя дата, зафиксированная в рукописи, — 1784)

Современные издания:
- Ныне силы небесные. 12-гласен хор [без сопровождения].  —  София, —  1971.